# Габре при Янчах
Габре при Янчах (на словенски: Gabrje pri Jančah) е село в Словения, регион Средна Словения, община Любляна. Според Националната статистическа служба на Република Словения през 2015 г. селото има 107 жители.